# Srengseng (Pagerbarang)
Srengseng is een bestuurslaag in het regentschap Tegal van de provincie Midden-Java, Indonesië. Srengseng telt 3323 inwoners (volkstelling 2010).